# Peyremale
Peyremale ist eine französische Gemeinde mit 272 Einwohnern (Stand 1. Januar 2022) im Département Gard in der Region Okzitanien.

## Geographie
Die Gemeinde liegt am Unterlauf des Flusses Luech auf ca. 170 m, westlich von Peyremale beginnt das Massiv des Mont Lozère.